# Medicago marina

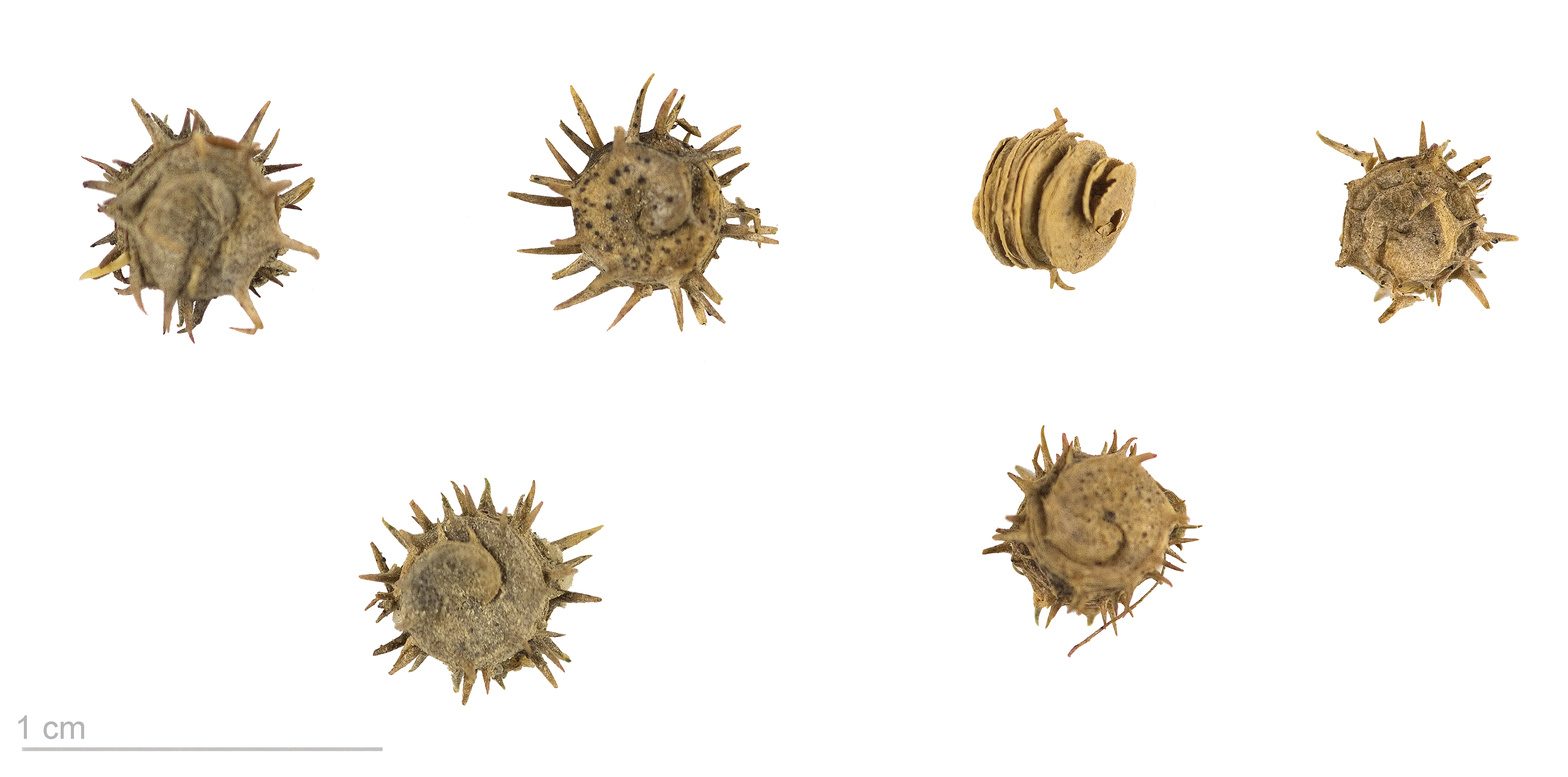
Frutti di Medicago marina

L'erba medica marina (Medicago marina L., 1753) è una pianta della famiglia delle Fabacee, diffusa sulle coste del bacino del Mediterraneo e nelle isole Canarie.